# Bergeler Wald
Bergeler Wald este o arie protejată (arie specială de conservare — SAC, sit de importanță comunitară — SCI) din Germania întinsă pe o suprafață de 104,65 ha, integral pe uscat.

## Localizare
Centrul sitului Bergeler Wald este situat la coordonatele 51°48′35″N 8°09′47″E / 51.8097°N 8.1631°E.

## Înființare
Situl Bergeler Wald a fost declarat sit de importanță comunitară în august 1999 pentru a proteja 2 specii de animale. Situl a fost protejat și ca arie specială de conservare în decembrie 2006.

## Biodiversitate
Situată în ecoregiunea atlantică, aria protejată conține 4 habitate naturale: Păduri de fag Asperulo-Fagetum, Păduri de fag din Europa Centrală dezvoltate pe sol calcaros cu Cephalanthero-Fagion, Păduri de stejar sau de stejar și carpen sub-atlantice și medio-europene de Carpinion betuli, Păduri aluvionare cu Alnus glutinosa și Fraxinus excelsior (Alno-Padion, Alnion incanae, Salicion albae).
La baza desemnării sitului se află mai multe specii protejate:
- amfibieni (1): triton cu creastă (Triturus cristatus)
- nevertebrate (1): rădașcă (Lucanus cervus)

Pe lângă speciile protejate, pe teritoriul sitului au mai fost identificate 3 specii de plante.